# 장학우
장학우(중국어 간체자: 张学友, 정체자: 張學友, 병음: Zhāng Xuéyǒu 장쉐유[*], 광둥어: zoeng1 hok6 jau5 쬥헉야우, 영어: Jacky Cheung Hok-yau, 1961년 7월 10일~)는 홍콩의 가수, 배우이다. 명실상부한 아시아의 가신(歌神), 즉 노래의 신이라고 불린다.

## 생애
장학우는 1961년 홍콩에서 출생하였으며 그의 아버지는 중국 톈진 출신이고 어머니는 중국 상하이 출신이다. 종교는 불교이며, 홍콩에서 출생하였고 홍콩 쿼리 베이에서 줄곧 자랐다. 쿼리 베이 소재 북각관립소학교(초등학교), 숭문영문서원(중고등학교) 졸업. 대학 1학년 과정에 해당하는 Form 7 예과과정을 수료하였다. 홍콩 무역발전국 사무원으로 근무, 이후 캐세이퍼시픽항공에 입사하여 회사원 생활을 하던 중, 1984년 <홍콩 18구 아마추어 노래대회> 에서 우승하면서 데뷔한 이후 지금까지 활발하게 활동하고 있으며, 홍콩 4대천왕(四大天王)중 한명이다. 4대천왕 중 음악성이 가장 뛰어나다고 평가받고 있다. 팝, 뮤지컬, 재즈, R&B를 넘나드는 장르를 소화하며, 뛰어난 가창력과 장학우 특유의 감정이 풍부한 곡 해석력으로 1980년대 후반부터 지금까지 수많은 명곡을 남기며 중화권에서 폭발적인 인기를 누리고 있다. 이로 인해 가신(歌神), 즉 노래의 신이라는 별칭까지 붙여졌다. 2000년을 기준으로 판매된 앨범 장수만 해도 무려 6000만여장으로, 아시아에서 가장 많은 앨범을 판 가수이며, 전 세계에서 가장 많은 단일 투어 공연에 대한 기네스북 기록을 갖고 있다.
1996년 2월 15일 영국에서 오랜 연인이던 동료배우 나미미와 결혼했으며 2000년 8월 3일 장녀 장요화(張瑤華), 2005년 3월 8일 차녀 장요훤(張瑤萱)이 태어났다.
2015년 홍콩연예학원(香港演藝學院, The Hong Kong Academy for Performing Arts) 영예원사(Honorary Fellow) 학위, 2019년 영예박사(Honorary Doctorates) 학위를 받았다.

## 경력

### 음악
홍콩무역발전국과 캐세이퍼시픽 항공에서 일하던 그는, 그의 뛰어난 노래실력을 잘 알고 있던 회사 동료들의 권유로 참가한 1984년 홍콩 18구 아마추어 가창대회에서 관정걸의 곡인 '대지은정 大地恩情' 을 불러, 10000:1의 경쟁을 뚫고 우승을 차지하게 된다. 우승과 함께 폴리그램 음반사와 계약하여 가수로서의 첫발을 내딛게 되었다. 1985년 데뷔 앨범 <Smile> 은 홍콩에서 20만장이나 팔려 슈퍼신인의 등장을 알리게 된다. 같은 해, 홍콩10대인기연예인상을 수상하였고 음악시상식인 RTHK 십대중문금곡과 TVB 십대경가금곡에 '정이서 情已逝'가 선정되어 수상하였다. 십대중문금곡에서는 신인상을 수상하였다. 1986년 TVB 십대경가금곡에서 '월반만', 십대중문금곡에서 '요원적타' 로 수상하였으며 1987년 십대경가금곡, 십대중문금곡에서 '태양성진'으로 연이어 수상. 같은 해 8월 1일부터 6일까지, 모든 홍콩 가수들에게 꿈의 무대인 홍함의 홍콩체육관에서 첫 단독 콘서트 <장학우 87 연창회>를 성공적으로 열었다.
1991년 발매된 앨범 <정불금>의 수록곡인 '매천애니다일사 每天愛你多一些'는 홍콩 음악 차트에서 무려 34주동안 1위를 지키는 전후무후한 대기록을 세웠다. 장학우의 음악은 홍콩인들에게 '영혼을 울리는 목소리' 라 일컬어지기 시작한다. 1992년의 <진정유로> 앨범과 <애화화> 앨범이 연달아 히트치며, 각각 홍콩에서만 40만장이 팔렸다. 1993년의 보통화 음반 <문별>은 총 500만장이 팔려나가며 홍콩 뿐만 아니라 대만과 중국 대륙에서도 명실상부한 가신(歌神)의 입지를 확고히 하게 된다. 발매된 음반마다 큰 인기를 얻었고 1995년과 1996년에는 World Music Award에서 가장 판매량이 높은 중국인 가수로 뽑혔다. 1995년의 <友學友'95演唱會> 월드 투어는 홍콩에서 시작해 호주, 대만, 중국대륙, 일본, 말레이시아, 유럽, 캐나다, 미국 등에서 호황 속에 이루어졌으며 총 공연횟수는 100회로, 중국계 아티스트의 공연 횟수 기록을 새로 세우게 된다. 1996년 발매 음반 <망기니아주부도>의 판매 실적이 등려군의 <첨밀밀>과 담영린의 <애재심추>를 넘어서며 역대 음반판매 기록 2위에 올랐다.
1997년, 그의 오랜 꿈이었던 홍콩 최초의 창작뮤지컬 <설랑호(雪狼湖, Snow Wolf Lake)>의 총감독 및 주연을 맡아서 평단의 찬사와 관객의 폭발적인 성원을 얻는다. 1만 2천명 규모의 홍함 홍콩체육관에서 42일 연속 공연이 전일 만석으로 이루어졌고 홍콩체육관의 42일 연속 공연 만석 기록은 아직 깨지지 않고 있다. 1999년 발표한 <유개인> 및 <주과 1999> 음반은 예전의 장학우 음반에서는 전혀 볼 수 없었던 새로운 장르의 음악까지 골고루 수록해, 대중과 평론 양 쪽에서 호평을 받았다.
2000년에는 음악계에 기여한 공로로 RTHK 십대중문금곡 금침장을 수상하였다.
2004년, <설랑호(雪狼湖, Snow Wolf Lake)>를 보통화판으로 새로 제작하여 (1997년 버전은 홍콩에서 사용하는 언어인 광동어로 공연되었다.) 총 103회의 세계순회투어를 진행했다.
2007년의 <學友光年世界巡廻演唱會(The Year of Jacky Cheung World Tour)>는 라스베이거스에서 시작하여 2008년 2월 홍콩에서 대장정의 막을 내릴 때까지 총 105회의 공연을 하여, 중국인 아티스트의 최대 공연 기록을 또 다시 자신이 경신했다.
2010년 발매한 새 앨범 <Private Corner>는 재즈 음반으로, 끊임없이 음악적 변화를 추구하는 모습을 보였으며 홍콩에서는 낯선 재즈 장르임에도 불구하고 큰 호평을 받았다.
2011년 12월 30일, 중국 상하이에서 <장학우 1/2세기 세계순회연창회 Jacky Cheung 1/2 Century Tour>를 시작하였다. 뮤지컬, 락과 재즈, 댄스, 장학우의 대표곡들로 이어지는 짜임새있는 구성과 함께 '1/2세기'의 나이가 무색하게 느껴지는 파워풀한 퍼포먼스로 큰 이슈가 되었다. 2012년 5월 30일 홍콩에서의 마지막 공연까지 1년 5개월 동안 5개국 77개 도시에서 총 280만명의 관객을 동원한 총 146회의 공연이 이루어졌다. 2011년 4월 14일부터 5월 9일까지 홍콩 홍콩체육관에서의 공연은 20회 모두 전석 매진을 기록하였으며, 2012년 5월 18일부터 30일까지의 홍콩 Asia World Expo Arena에서 이루어진 공연은 연장에 연장을 거듭하여, 10회 모두 전석 매진을 기록하였다. 146회의 공연은 이전 장학우 자신의 기록인 105회를 훌쩍 뛰어넘은 것이다. 또한, 1년간의 라이브 공연에서 가장 많은 관객수(2048533명)를 동원하여 기네스북 레코드에 등재되었다.
2013년 1월, RTHK 십대중문금곡 시상식에서 <십대중문금곡 35주년기념 영예대상> 을 수상하였다.
2016년부터 2019년 1월까지 <장학우 경전연창회 Jacky Cheung A CLASSIC TOUR>세계순회공연을 진행하였으며 총 233회의 공연이 이루어졌다.
2023년 6월 9일 마카오를 시작으로 <장학우 60+ 연창회 Jacky Cheung 60+ World Tour> 세계순회공연을 시작하여, 2024년 3월 1일 상하이에서 제 100번째 공연을 진행했다. 

#### 디스코그래피
- 1985년《Smile》
- 1985년《요원적타 遙遠的她AMOUR》
- 1986년《정무사귀 情無四歸》 （보통화）
- 1986년《상애 相愛》
- 1987년《재아심심처 在我心深處》 （보통화）
- 1987년《Jacky》
- 1988년《의란정미 意亂情迷》 （보통화）
- 1988년《작야몽혼중 昨夜夢魂中》
- 1989년《급아친애적 給我親愛的》
- 1989년《지원일생애일인 只願一生愛一人》
- 1990년《장학우적초연고사 張學友的初戀故事》 （보통화）
- 1990년《몽중적니 夢中的你》
- 1991년《정불금 情不禁》
- 1991년《일과불변심 一顆不變心》
- 1992년《진정유로 眞情流露》
- 1992년《애화화 愛火花》
- 1993년《문별 吻別》 （보통화）
- 1993년《아여니 我與你》
- 1993년《등니등도아심통 等你等到我心痛》 （신곡+정선）
- 1993년《축복 祝福》 （보통화）
- 1994년《아랑전설 餓狼傳說》
- 1994년《투심 偸心》 （보통화）
- 1994년《저개동천불태랭 這個冬天不太冷》
- 1995년《진애 眞愛》 （보통화） （신곡+정선）
- 1995년《과민세계 過敏世界》
- 1995년《옹유 擁有》 （보통화）
- 1996년《애여교향곡 愛與交響曲》
- 1996년《망기니아주부도 忘記你我做不到》 （보통화）
- 1997년《불노적전설 不老的傳說》
- 1997년《설랑호 雪狼湖》-장학우 창작 뮤지컬 <설랑호>의 스튜디오 녹음 OST
- 1997년《상화니거취취풍 想和你去吹吹風》 (보통화）
- 1998년《석방자기 釋放自己》
- 1998년《불후회 不後悔》 （보통화）
- 1999년《유개인 有個人》
- 1999년《주과 1999 走過1999》 （보통화）
- 2000년《Jacky Cheung 15》- 히트곡 리메이크 및 신곡
- 2000년《당아상기니 當我想起你》 （보통화）
- 2000년《Touch of Love》 （영어）
- 2001년《천하제일류 天下第一流》
- 2001년《학우열 學友 熱》 （보통화）
- 2002년《張學友》 （신곡+정선）
- 2002년《타재나리 他在那裡》 （보통화）
- 2004년《Life is like a dream》- 전곡 모두 장학우의 자작곡
- 2004년《흑여백 Black and White》 （보통화） （신곡+정선）
- 2007년《재니신변 在你身邊》 （보통화）
- 2010년《Private Corner》
- 2014년《Wake Up Dreaming 성착주몽》
- 2021년《A CLASSIC TOUR 學友.經典世界巡迴演唱會》 LIVE
- 2023년《일출시양가등안수》 , 《우십년》 digital single

장학우의 디스코그래피에는 약 70개의 앨범(콘서트 실황앨범 포함), 1000여곡이 해당된다.

### 뮤지컬 <설랑호(雪狼湖, Snow Wolf Lake)>
장학우가 총감독 및 주연을 맡은 중화권 최초의 대형 창작 뮤지컬이다. 홍콩에서 뮤지컬이 성공하기 어려우리라 믿던 기존의 예상을 뒤엎고, 언론과 평론가들의 호평을 받고 홍콩인들에게 폭발적인 인기를 얻어 <설랑호>는 그 당시 홍콩에서 하나의 사회 현상이 되기까지 했다. 홍함 홍콩체육관에서 28장에서 38장으로, 38장에서 42장으로 연장 공연되며 홍콩체육관의 공연기록을 경신하였다.
1997년 설랑호의 주연은 장학우('랑'役), 임억련('설'役), 진송령(홍콩 공연의 '봉'役, 싱가포르 공연의 '설'役), 진결의('봉'役), 사천화 등이며 <설랑호>의 삽입곡들이 수록된 앨범 <불노적전설>도 큰 인기를 얻었다.
2004년 새롭게 국어판 <설랑호>를 기획, 총 103회의 세계순회 공연이 이루어졌다. 2004년 국어판 설랑호의 주연은 장학우('랑'役), 허혜흔('설'役), 진결의('봉'役), 진송령('봉'役), 우의이다.

### 콘서트 및 뮤지컬 <설랑호> 공연 목록
- 장학우'87연창회 - 1987년 8월1일~6일 (총 6장)
- 매천애니다일사 연창회 - 1991년 9월28일~10월5일 (총 8장)
- 학여우'93연창회 - 1993년 9월24일~10월18일 (총 25장) (홍콩 매표기록 경신)
- 타이페이 축복 연창회'94 - 1994년 5월 28일~29일 (총 2장)
- 우학우'95연창회 - 홍콩 1995년 8월4일~9월6일(34장),대만 9월27일~10월1일(5장)외 호주,일본,중국,유럽,미주 공연.(총 100장)
- 창작뮤지컬 설랑호(雪狼湖, Snow Wolf Lake) - 1997년 3월28일~5월9일 (총 42장)
- 우개인'99연창회 - 1999년 2월5일~7월 10일 (홍콩공연 30장, 총 공연 66장)
- 장학우 음악지여Live 연창회 JACKY CHEUNG MUSIC ODYSSEY TOUR - 2002년3월15일~2003년1월27일
- 창작뮤지컬 설랑호(雪狼湖, Snow Wolf Lake) 국어판 - 2004년12월24일~2006년 1월7일 (총 103장)
- 학우광년세계순회연창회 THE YEAR OF JACKY CHEUNG TOUR - 2007년 2월 18일~2008년 2월 8일 (총 105장)
- 장학우1/2세기세계순회연창회 JACKY CHEUNG 1/2 CENTURY TOUR - 2010년 12월 30일 ~ 2012년 5월 30일 (총146장)
- 장학우 경전연창회 JACKY CHEUNG A CLASSIC TOUR - 2016년 10월 ~ 2019년 1월 (총 233장)
- 장학우 60+ 연창회 JACKY CHEUNG 60+ TOUR - 2023년 6월 9일 ~

### 영화
장학우는 가수로서의 활동이 더 많지만 동시에 약 70여편의 영화에 출연한 베테랑 배우이기도 하다. 가수와 배우 두 직업을 겸업하지만, 명성은 가수로서의 명성이 배우로서의 명성보다 훨씬 높다. 그래서인지 일부 작품, 예를 들면 초급학교패왕 같은 작품에서는 노래를 많이 부른다.
1985년 홍금보와 함께 열연한 <벽력대나팔> 로 영화계에 데뷔했으며 1986년 <치심적아>에서 지금의 부인인 나미미(羅美薇)를 만났다. 1988년 왕자웨이(왕가위) 감독의 <열혈남아(원제 몽콕하문)>으로 제 8회 홍콩금상장시상식 남우조연상을, 1990년 <소오강호> 로 대만금마장시상식 남우조연상을 수상했다. 2001년 허안화감독의 <남인사십>에서 위기의 중년 고교교사를 연기하여 New Delhi Film Festival 남우주연상을 수상하였다. 2005년 베니스 영화제에 출품되었던 천커신(진가신)감독의 뮤지컬 영화 <퍼햅스 러브>에서는 주연과 주제가를 맡았다. 2011년 <크로싱 헤네시> 로 제 30회 홍콩전영금상장시상식 남우주연상에 후보로 지명되었다. 2013년 출연한 <일개복잡고사> 는 홍콩연예학원 영화과 학생들의 졸업작품으로, 개런티를 받지 않고 재능기부로 출연하였다. 2016년 개봉한 <암색천당> 으로 홍콩전영금상장시상식 남우주연상에 후보로 지명되었다.

#### 필모그래피
- 1986 《벽력대나팔 霹靂大喇叭》 Where's Officer Tuba
- 1986 《치심적아 痴心的我》 Devoted to You
- 1986 《노랑구소 老娘夠騷》 Soul
- 1987 《천사랑연 天賜良緣》 Sister Cupid
- 1987 《의란정미 意亂情迷》 Double Fixation
- 1987 《맹귀차관 猛鬼差館》 The Haunted Cop Shop
- 1988 《팔성보희 八星報喜》 The Eight Happiness
- 1988 《맹귀학당 猛鬼學堂》 The Haunted Cop Shop 2
- 1988 《삼대원앙일장상 三對鴛鴦一張床》 My Dream Is Yours
- 1988 《왕각가문 旺角卡門》 (한국출시명 열혈남아) As Tears Go By
- 1988 《남북마타 南北媽打》 Mother Vs. Mother
- 1988 《금장대주점 金裝大酒店》 Carry on Hotel
- 1988 《특경도룡 特警屠龍》 Tiger Cage
- 1988 《최가여서 最佳女婿》 Faithfully Yours
- 1988 《몽과계 夢過界》 The Dream Is yours
- 1989 《복성임문 福星臨門》 Lucky Guys
- 1989 《아요부귀 我要富貴》 My Dear Son
- 1989 《착귀대사 捉鬼大師》 Vampire Buster
- 1989 《기적 奇蹟》 Miracles - 카메오
- 1989 《단신귀족 單身貴族》 The Nobles
- 1989 《충의군영 忠義群英》 Seven Warriors
- 1989 《소소소경찰 小小小警察》 Little Cop
- 1990 《저표일족 豬標一族》 Best Friend of the Cops
- 1990 《소오강호 笑傲江湖》The Swordsman
- 1990 《가리랄초 咖喱辣椒》(한국출시명 성전강호) Curry And Pepper
- 1990 《천녀유혼2-인간도 倩女幽魂2之人間道》 A Chinese Ghost Story 2
- 1990 《첩혈가두 喋血街頭》 Bullet In The Head
- 1990 《천년여요 千年女妖》 Demoness From Thousand Years
- 1990 《도시살성 都市煞星》 Point of No Return
- 1990 《아비정전 阿飛正傳》 Days of Being Wild
- 1991 《마로영웅 馬路英雄》 Off Track
- 1991 《부귀길상 富貴吉祥》 Perfect Match
- 1991 《재숙지횡소천군 財叔之橫掃千軍》 The Raid
- 1991 《흑설 黑雪》 Will of Iron
- 1991 《추일 追日》 A Chinese Legend
- 1991 《천녀유혼3-도도도 倩女幽魂3之道道道》A Chinese Ghost Story 3
- 1991 《황비홍 黃飛鴻》Once Upon A Time In China
- 1991 《자탄출조 子彈出租》 Bullet for Hire
- 1991 《리선침변인 黐線枕邊人》 Slickers Vs. Killers
- 1991 《호문야연 豪門夜宴》The Banquet
- 1992 《명월조첨동 明月照尖東》 With or Without You
- 1992 《비호정영지인간유정 飛虎精英之人間有情》 Best of the Best
- 1992 《아비와 아기 阿飛與阿基》 The Days of Being Dumb
- 1992 《여흑협황앵 女黑俠黃鶯》 Deadly Dream Woman
- 1992 《신창수여가리개 神槍手與咖喱雞》 Pom Pom & Hot Hot
- 1992 《요수도시 妖獸都市》 The Wicked City
- 1992 《진적애니 真的愛妳》 True Love
- 1993 《사조영웅전-동성서취 射鵰英雄傳之東成西就》 The Eagle Shooting Heroes
- 1993 《태자전설 太子傳說》 No More Love No More Death
- 1993 《신경도여비천묘 神經刀與飛天貓》(한국출시명 대소비도) Flying Dagger
- 1993 《비월미정 飛越謎情》 (한국출시명 가을날의 동화2) The Enigma Of Love
- 1993 《초급학교패왕 超級學校霸王》 (한국출시명 스트리트파이팅) Future Cops[3]
- 1993 《추남자 追男仔》 Boys Are Easy
- 1994 《신변연인 新邊緣人》 To Live And Die In Tsim Sha Tsui
- 1994 《비상정탐 非常偵探》 The Private Eye Blues
- 1994 《파괴지왕 破壞之王》 Love On Delivery - 카메오
- 1994 《동사서독 東邪西毒》 Ashes of Time
- 1995 《서담용위 鼠膽龍威》 (한국출시명 이연걸의 탈출) High Risk
- 1996 《패화소설 廢話小說》 Out of The Blur - 카메오
- 1998 《안나막달레나 安娜瑪德蓮娜》 (한국출시명 친니친니) Anna Magdalena - 카메오
- 1999 《용화 龍火》 Dragon Heat - 카메오
- 2001 《남인사십 男人四十》 July Rhapsody
- 2003 《용감위 2003 龍咁威2003》 Dragon Loadad 2003 - 카메오
- 2003 《금계 金雞2》 Golden Chicken 2
- 2004 《강호 江湖》 Jiang Hu - 레프티 역
- 2004 《아요주 모델 我要做Model》 Super Model - 카메오
- 2005 《퍼햅스 러브 如果·愛》 Perhaps Love
- 2006 《사대천왕 四大天王》 The Heavenly Kings - 카메오
- 2009 《8인: 최후의 결사단 十月圍城》Bodyguards and Assassins - 양취운 교수 역 (카메오)
- 2010 《72가조객 72家租客》72 Tenants of Prosperity
- 2010 《전성열연 全城熱戀熱辣辣》Hot Summer Days
- 2010 《월만헌니시 月滿軒尼詩》Crossing Hennessy - 아라이 역
- 2013 《일개복잡고사 個複雜的故事》A Complicated Story
- 2014 《실연급양 失戀急讓》Temporary Family - 카메오

| 연도 | 제목                     | 원제      | 배역   | 비고 |
| ---- | ------------------------ | --------- | ------ | ---- |
| 2015 | 적도                     | 赤道      |        |      |
| 2016 | 도성풍운 3               | 賭城風雲3 | JC 역  |      |
| 2016 | 헤븐 인 더 다크 암색천당 | 暗色天堂  |        |      |
| 2024 | 해관전선                 | 海關戰線  | 張允南 |      |

## 기타 활동
1996년에는 타임지에 의해 '홍콩에서 가장 영향력있는 25인'에 선정되었다.
1999년 국제청년회의소 주관 <십대걸출청년상> 수상.
2004년 홍콩 디즈니랜드가 오픈하면서 홍콩 디즈니랜드의 홍보대사로 활동했다. 2005년 아버지의 날을 맞아 홍콩인들을 대상으로 실시한 '홍콩 최고 모범가장' 설문조사에서 1위로 선정되었다. 2012년 실시한 같은 설문조사에서는 '이상적인 아버지' 3위로 선정되었다.
2006년 도하 아시안게임 개회식에 초청되어 주제가 'Together Now'를 불렀다.
2008년 베이징 올림픽의 홍콩지역 성화봉송주자로 뛰었다.
2009년부터 홍콩 End Child Sexual Abuse Foundation (ECSAF)의 명예대사로 활동하고 있다. 2010년 월드컵 주제가의 중국어 버전 'Wavin' flag', 2012년 런던올림픽을 위한 중국응원곡 '中国节拍·震动世界'를 불렀다.
유위강 감독과의 오랜 친분으로, 유위강 감독의 영화 <부재양니고단>의 주제곡 '무성적기타', 2012년 영화 <대상해>의 주제곡 '정풍파'를 불렀으며 이 곡으로 제 32회 홍콩전영금상장 최우수영화주제곡상을 수상하였다.
2013년 홍콩관광청의 Happy@HK 홍콩방문 캠페인의 홍보대사로 활동했다.